# Zeja (rzeka)
Zeja – rzeka w Rosji, lewy dopływ Amuru.
Długość rzeki wynosi 1242 km. Swoje źródła ma w Paśmie Stanowym. Na rzece zbiornik retencyjny i elektrownia wodna o mocy 1290 MW.
Na prawym brzegu rzeki znajduje się Rezerwat Zejski.  